# 石原裕次郎のアルバム一覧
石原裕次郎のアルバム一覧（いしはらゆうじろうのアルバムいちらん）は、石原裕次郎のアルバムタイトルを列挙したディスコグラフィ・リストである。

## SP
- 1957年11月 テイチク歌の玉手箱

## LP
- 1957年12月 裕次郎と貴女の夜（(再)CD：1993年12月、1998年7月）
- 1958年5月 裕ちゃんと貴女の部屋（(再)CD：1993年12月、1998年7月）
- 1958年10月 裕ちゃんの週末旅行（(再)CD：1993年12月、1998年7月）
- 1958年12月 石原裕次郎ヒット集（LP、EP：1957年9月、1958年7月（2回）、1958年10月、1963年7月、1964年3月、8月、9月、1965年2月、6月、7月、12月、1966年8月、11月、1967年5月、8月、1970年11月、1972年2月、1975年8月、1978年10月、1979年5月、11月（再）1969年10月、11月、1972年10月、ソノ：1962年3月、7月、1967年2月、12月、以下(インスト)1964年4月、1966年3月、1967年5月、9月、CD：1985年12月、1992年5月、1994年6月、1999年9月、2003年7月）
- 1959年1月 裕ちゃんの唄貴女の唄	（(再)CD：1993年12月）
- 1960年1月 裕ちゃんのジューク・ボックス（(再)CD：2002年3月、2004年11月）
- 1960年7月 石原裕次郎・僕のレパートリー（(再)CD：1990年1月(3つ)、1992年7月）
- 1960年12月 裕ちゃんのかくし芸（(再)CD：2006年12月）
- 1961年7月 裕ちゃんの銀座の恋の物語（(再)CD：2007年12月）
- 1962年3月 裕ちゃんと一緒に（(再)CD：2002年3月）
- 1962年7月 石原裕次郎映画主題歌篇(第一集)（EP：1958年3月、7月）
- 1962年7月 石原裕次郎映画主題歌篇(第二集)
- 1962年12月 裕ちゃんのリバイバル・ヒット・メロディー（EP：1963年7月（2回）、9月、CD：2005年12月）
- 1963年3月 石原裕次郎男の歌声(第一集)
- 1963年5月 石原裕次郎男の歌声(第二集)
- 1964年4月 石原裕次郎男の歌声(第三集)
- 1964年8月 石原裕次郎男の歌声(第四集)
- 1964年11月 石原裕次郎四つの恋の物語
- 1965年4月 石原裕次郎男の歌声(第五集)
- 1966年4月 石原裕次郎・日本縦断リサイタル（EP：1967年9月、(再)1972年1月、1975年8月、CD：1989年5月、1990年5月、2011年12月）
- 1966年8月 石原裕次郎男の歌声(第六集)
- 1966年10月 裕次郎のクリスマス･キャロル（EP：1966年10月、（再）1967年10月、ソノ：1967年2月、（再）CD：1988年10月、1999年6月、2004年11月）
- 1967年5月 裕ちゃんのホリディ・イン・ハワイ（EP：1967年5月、1973年5月、1988年5月、ソノ：1967年9月、CD：1988年5月、1996年5月、1999年6月、2011年10月）
- 1967年11月 石原裕次郎男の歌声(第七集)
- 1968年7月 石原裕次郎大全集（（再）1970年7月、1978年6月、1981年6月、(再)CD：1986年10月、1988年11月、1990年6月、1996年10月、2000年9月、2001年11月、2003年12月、2005年7月、12月）
- 1968年11月 石原裕次郎男の歌声(第八集)
- 1969年5月 裕次郎魅惑のブルース
- 1969年12月 裕次郎が歌う魅惑の抒情歌(第一集)
- 1970年12月 裕次郎が歌う魅惑の抒情歌(第二集)
- 1971年3月 石原裕次郎ミリオンセラーアルバム（LP：1973年11月、CD：1987年7月、2009年6月）
- 1971年6月 石原裕次郎デラックスアルバム(CD：(再)1992年7月）
- 1971年9月 石原裕次郎男の歌声(第九集)
- 1971年11月 石原裕次郎歌とその独白（(再)CD：1991年7月）
- 1972年2月 石原裕次郎想い出の映画主題歌集（（再）1975年8月、1976年8月、1983年11月、CD：1992年7月、2002年7月、2007年7月、2009年5月）
- 1972年2月 石原裕次郎懐メロを歌う（(再)1983年6月、CD：1999年7月）
- 1972年2月 石原裕次郎古賀メロディーを歌う（（再）1978年9月、CD：(再)2003年12月）
- 1972年5月 石原裕次郎ベスト20デラックス(第一集)(CD：(再)1998年2月）
- 1972年5月 石原裕次郎男の詩((再)CD：1984年4月)
- 1972年9月 石原裕次郎ベスト20デラックス(第二集)
- 1972年11月 石原裕次郎男の歌声(第十集)
- 1972年11月 石原裕次郎ベスト20デラックス(第三集)
- 1972年12月 石原裕次郎女心を歌う
- 1972年11月 石原裕次郎ベスト20デラックス(第四集)
- 1973年3月 石原裕次郎ベスト20デラックス(第五集)
- 1973年5月 石原裕次郎ベスト20デラックス(第六集)
- 1973年6月 石原裕次郎ナイトクラブムード((再)1978年6月、CD：1995年10月、2008年6月）
- 1973年10月 石原裕次郎哀愁
- 1973年11月 石原裕次郎ベスト20デラックス(第七集)
- 1973年12月 石原裕次郎ベスト20デラックス(第八集)
- 1974年2月 石原裕次郎こころの詩	((再)CD：1996年6月、1998年7月）
- 1974年3月 石原裕次郎二人の旅路	（(再)CD：2002年11月、2011年12月）
- 1974年5月 石原裕次郎ゴールデンスターツインデラックス(CD：(再)1988年7月、1989年6月）
- 1974年7月 石原裕次郎ラヴソング（(再)CD：1991年5月）
- 1974年10月 石原裕次郎の世界（男、海(CD：(再)1992年3月）、情、街、酒、愁、炎、女、偲、旅）((再)CD：2011年12月）
- 1974年11月 石原裕次郎ベスト歌謡16(第一集)
- 1975年5月 石原裕次郎ベスト歌謡16(第二集)
- 1975年6月 石原裕次郎愛の世界
- 1975年8月 石原裕次郎ベスト歌謡16(第三集)
- 1975年10月 石原裕次郎ベスト歌謡16(第四集)
- 1975年11月 石原裕次郎あの青春の詩（(再)CD：2003年1月）
- 1975年12月 石原裕次郎愛の放浪
- 1976年1月 石原裕次郎永遠の歌謡曲シリーズ(第一集)
- 1976年4月 石原裕次郎永遠の歌謡曲シリーズ(第二集)
- 1976年5月 石原裕次郎ヒット歌謡ベスト30(第一集)（(再)CD：1992年7月→36曲いり）
- 1976年6月 石原裕次郎ヒット歌謡ベスト30(第二集)
- 1976年8月 石原裕次郎演歌競演（(再)CD：1991年5月）
- 1976年9月 石原裕次郎ノスタルジア((再)1982年12月、CD：1985年7月、1989年6月、1991年7月、1999年6月）
- 1976年11月 石原裕次郎ヒット歌謡ベスト30(第三集)
- 1976年12月 石原裕次郎ゴールデンスター2500シリーズ(第一集)
- 1976年12月 石原裕次郎ゴールデンスター2500シリーズ(第二集)
- 1977年2月 石原裕次郎ゴールデンスター2500シリーズ(第三集)
- 1977年2月 石原裕次郎ゴールデンスター2500シリーズ(第四集)
- 1977年4月 石原裕次郎ゴールデンスター2500シリーズ(第四集)
- 1977年6月 石原裕次郎ヒット歌謡ベスト30(第四集)
- 1977年8月 石原裕次郎ゴールデンスター2500シリーズ(第五集)
- 1977年12月 石原裕次郎愛･別離の詩（（再）1978年11月、CD：1997年3月、7月（2つずつ））
- 1978年1月 石原裕次郎オリジナルヒット12(第一集)
- 1978年3月 石原裕次郎男のロマン
- 1979年3月 石原裕次郎想い出の歌（(再)CD：1990年12月）
- 1979年10月 石原裕次郎ゴールデンスター2500シリーズ(第六集)
- 1979年12月 石原裕次郎魅惑のデュエット（(再)1980年2月、1981年12月、CD：1985年5月、(再)CD：1988年9月、11月、1995年6月）
- 1980年4月 石原裕次郎ふたりのめぐり逢い（(再)CD：1989年4月）
- 1980年10月 石原裕次郎ベスト歌謡16(第五集)
- 1980年11月 石原裕次郎ヒット歌謡ベスト30(第五集)
- 1980年12月 石原裕次郎愛とわかれのうた
- 1981年3月 石原裕次郎ベスト歌謡16(第六集)
- 1981年10月 石原裕次郎栄光の歌声(第一集)
- 1981年10月 石原裕次郎栄光の歌声(第二集)
- 1981年10月 石原裕次郎栄光の歌声(第三集)
- 1981年10月 石原裕次郎栄光の歌声(第四集)
- 1981年10月 石原裕次郎甦る太陽（(再)CD：1991年7月、2001年7月）
- 1981年11月 石原裕次郎ヒット歌謡ベスト30(第五集)
- 1982年4月 石原裕次郎時間よお前は
- 1982年6月 石原裕次郎人生に乾杯!!
- 1982年11月 石原裕次郎おれの心の港町
- 1982年11月 やあ!裕次郎です（(再)CD：1989年4月）
- 1983年4月 石原裕次郎オリジナルヒット12(第二集)
- 1983年10月 石原裕次郎オリジナルヒット12(第三集)
- 1984年5月 石原裕次郎海男のうた
- 1984年10月 石原裕次郎オリジナルヒット12(第四集)
- 1984年11月 石原裕次郎ベストヒット24（(再)CD：1993年6月）
- 1985年6月 石原裕次郎と10人の女たち((再)CD：1985年7月,2010年12月）
- 1985年12月 石原裕次郎オリジナルヒット12(第五集)((再)CD：1986年1月）
- 1986年10月 石原裕次郎ニューレコーディング(第一集)((再)CD：1986年10月、2002年9月）
- 1986年11月 石原裕次郎30年の軌跡そして
- 1987年3月 石原裕次郎ニューレコーディング(第二集)((再)CD：1987年3月）
- 1987年5月 石原裕次郎20世紀の戦士 ((再)CD：1987年5月）
- 1987年8月 石原裕次郎オリジナルヒット12(第六集)((再)CD：1987年8月）
- 1988年2月 石原裕次郎さらばとは言わず((再)CD：1988年2月）
- 1988年5月 石原裕次郎俺の人生((再)CD：1988年5月）
- 1999年7月 石原裕次郎13回忌特別企画ETERNAL
- 2000年7月 石原裕次郎時空を超えて
- 2001年7月 石原裕次郎時空の彼方へ

## EP（コンパクト盤）
- 1959年4月 裕ちゃんの私語
- 1967年10月 裕ちゃんの魅惑の歌声(第一集)（LP：（再）1975年8月）
- 1967年10月 裕ちゃんの魅惑の歌声(第二集)（LP：（再）1975年8月）
- 1967年11月 裕ちゃんの魅惑の歌声(第三集)
- 1967年11月 裕ちゃんの魅惑の歌声(第四集)
- 1967年12月 裕ちゃんの魅惑の歌声(第五集)
- 1967年12月 裕ちゃんの魅惑の歌声(第六集)
- 1968年2月 裕ちゃんの魅惑の歌声(第七集)
- 1968年2月 裕ちゃんの魅惑の歌声(第八集)
- 1968年11月 裕ちゃんの魅惑の歌声(第九集)
- 1969年6月 石原裕次郎港町・涙町・別れ町
- 1973年8月 石原裕次郎宴のあと
- 1974年12月 石原裕次郎別れの夜明け（(再)1975年7月）
- 1975年12月 石原裕次郎ベスト4
- 1984年11月 石原裕次郎男にはワケがある

## フォノシート
- 1962年7月 日活スターヒット・パレード
- 1962年12月 裕ちゃんとたのしく
- 1963年4月 日活スターゴールデン・アルバム
- 1963年6月 裕ちゃんとたのしく(第二集)
- 1963年6月 裕ちゃんとたのしく(第三集)
- 1964年4月 裕ちゃんとたのしく(第四集)
- 1964年8月 裕ちゃんとたのしく(特集号)
- 1965年6月 裕ちゃんとたのしく(第五集)
- 1965年12月 裕ちゃんとたのしく(第六集)
- 1966年11月 裕ちゃんとたのしく(第七集)
- 1966年12月 裕ちゃんとたのしく(第八集)
- 1967年2月 裕ちゃんとたのしく(特集号2)
- 1967年6月 裕ちゃんとたのしく(第九集)
- 1967年11月 裕ちゃんとたのしく(特集号3)
- 1968年4月 裕ちゃんとたのしく(第十集)
- 1968年7月 石原裕次郎ひとりのクラブ

## CD
- 1988年9月 石原裕次郎永遠のヒット歌謡(第一集)
- 1988年9月 石原裕次郎永遠のヒット歌謡(第二集)
- 1988年9月 石原裕次郎永遠のヒット歌謡(第三集)
- 1988年9月 石原裕次郎永遠のヒット歌謡(第四集)
- 1988年9月 石原裕次郎永遠のヒット歌謡(第五集)
- 1989年永遠の歌声石原裕次郎のすべて（1、2、3、4、5、6、7、8、9、10、11、12、13、14、15、16、17((再)2004年)
- 1990年5月 石原裕次郎あの青春の詩
- 1993年7月 石原裕次郎・まき子
- 1993年7月 石原裕次郎あじさい忌
- 1993年9月 石原裕次郎悠久の軌跡((再)1999年10月)
- 1995年7月 石原裕次郎赤い伝説((再)2002年1月)
- 1995年7月 石原裕次郎青い伝説((再)2002年3月)
- 1996年2月 石原裕次郎北国の詩
- 1996年4月 石原裕次郎港町の詩
- 1996年11月 石原裕次郎海の詩
- 1997年7月 石原裕次郎ベストヒットメール
- 1999年7月 石原裕次郎"Super hits"（(再)2000年4月、9月、12月）
- 1999年7月 ありがとう!裕さん～歌創りの現場から～((再)2004年12月)
- 2001年7月 石原裕次郎タフガイ～すべてはここから始まった～
- 2002年2月 石原裕次郎白の世界
- 2002年4月 石原裕次郎緑の世界
- 2003年12月 石原裕次郎と5人の作家の世界
- 2004年12月 石原裕次郎70祭
- 2005年7月 石原裕次郎裕次郎1
- 2006年7月 石原裕次郎デビュー50周年メモリー
- 2008年7月 石原裕次郎太陽の軌跡（(再)2009年12月）
- 2009年5月 石原裕次郎ヒット歌謡ベスト16（シングル版）
- 2009年6月 石原裕次郎ベスト20デラックス（シングル版）
- 2009年7月 石原裕次郎 23rd MEMORIAL
- 不明 石原裕次郎の世界（ユーキャン）
- 2009年12月 石原裕次郎愛唱歌ベスト40
- 2009年12月 石原裕次郎懐メロを歌うベスト40
- 2010年7月石原裕次郎と美空ひばり～二人の愛唱歌石原裕次郎と美空ひばり～ヒットパレード
- 2010年7月石原裕次郎を歌おう

## DVD
- 石原裕次郎スクリーンメモリー（1992年、1995年はビデオで発売）